# Val di Bisenzio
La Val di Bisenzio si estende nella parte centro-settentrionale della provincia di Prato, insinuandosi a nord tra i rilievi dell'Appennino Tosco-Emiliano e a sud nel cuore della piana pratese e fiorentina, inoltrandosi parzialmente nella provincia di Firenze.
L'area geografica si estende lungo il corso del fiume Bisenzio, uno dei principali affluenti di destra del fiume Arno, e occupa, da nord a sud, i territori comunali di Vernio, Cantagallo e Vaiano nell'area appenninica, Prato, Campi Bisenzio e Signa nella piana.
Comunemente, per Val di Bisenzio si intende sola la parte superiore del corso d'acqua, fino allo sbocco in pianura a Prato. la parte successiva fa parte più propriamente della piana pratese e fiorentina, in cui non è più possibile riconoscere caratteri geografici, morfologici o storici specifici all'area occupata dal Bisenzio.

## Storia
Situata a cavallo dell'Appennino Tosco-Emiliano, la Val di Bisenzio è nota fin dall'antichità, per via della sua posizione strategica di controllo del territorio, in quanto la valle conduce al valico appenninico più facile e posto a quota più bassa ( mt.705): quello di Montepiano. Resta molto da studiare e ricercare circa la presenza degli etruschi su questo percorso di valico verso la pianura padana, rilevando tuttavia che la scoperta di un importante insediamento etrusco allo sbocco della valle in località Galceti di Prato, rende più probabile tale circostanza.
I romani, probabilmente subito dopo la conquista dell'Etruria, si preoccuparono di controllare il valico con una guarnigione posta a Montepiano. L'etimologia di Vernio (posto a quota inferiore di Montepiano) indica con tutta probabilità la localizzazione dei quartieri invernali della guarnigione. L'occupazione del territorio a opera di coloni romani è dimostrata dalla grande abbondanza di toponimi prediali in -anus, soprattutto nella media valle, intorno a Vaiano (Sofignano, Savignano, Faltugnano).
Successivamente la valle fu interessata, probabilmente, dalla presenza di bizantini durante le guerre "gotiche" e successivamente sicuramente dai longobardi, che si insediarono nel territorio come dimostrano vari toponimi. Nell'alto medioevo la valle fu dominata inizialmente dalla presenza dei Conti Alberti che con i capisaldi della Rocca di Cerbaia e della Rocca di Vernio, controllavano l'intera valle, compreso Prato. Dopo la loro caduta il controllo passò al comune pratese.
Il 26 giugno 1899 l'area fu epicentro del terremoto della Valle del Bisenzio che raggiunse magnitudo momento di 5,1 ed intensità massima del VII grado della scala Mercalli.
In questa valle, scorre il fiume Bisenzio, ed è stato proprio grazie alla possibilità di sfruttare l'acqua del suo corso che si è potuto iniziare la lavorazione della lana, che ha fatto la fortuna di Prato. Per far muovere i macchinari per la lavorazione della lana, vennero scavati dei fossi per deviare parte dell'acqua del fiume le cosiddette gore, in cui poi venivano riversati anche gli scarichi delle tintorie.

## Descrizione

### Comunità Montana della Val di Bisenzio
La Comunità montana della Val di Bisenzio è composta dai comuni di Cantagallo, Vaiano, Vernio. La sede amministrativa della Comunità montana si trova nella frazione di Mercatale, nel comune di Vernio.
Il comune di Montemurlo, di cui era ricompresa solo una parte del territorio, dall'anno 2009 è uscito dal contesto della comunità montana.

### Clima
Il clima della zona presenta caratteristiche montane sui rilievi appenninici, dove in inverno spesso è presente la neve. Nell'area pianeggiante si registrano caratteri di spiccata continentalità con elevate escursioni termiche giornaliere ed annue; nella pianura tra Prato, Campi Bisenzio e Signa si registrano spesso minime invernali di alcuni gradi sotto zero, seppure le precipitazioni nevose costituiscono un evento piuttosto insolito, mentre in estate si verificano fastidiosissime condizioni di afa spesso accompagnate da punte massime attorno ai 40 °C. Le precipitazioni risultano abbondanti in autunno e primavera, mentre sono piuttosto scarse in inverno ed estate, quando è però presente una moderata attività temporalesca di tipo termo-convettivo che interessa l'area appenninica e, talvolta, può sconfinare anche nell'area di pianura; nelle zone pianeggianti si registrano valori medi tra i 900 e i 950 mm annui, mentre nell'area appenninica i valori superano ovunque i 1000 mm all'anno.

### Flora e Fauna
La vegetazione originaria è rimasta pressoché intatta, grazie alla posizione isolata. Per mezzo secolo la valle è stata sempre più abbandonata dagli abitanti che si recavano a valle a lavorare, e non è stata preda di insediamenti industriali consistenti. In particolare, per un'estensione di 600 m², troviamo alberi di faggio secolare, ed insieme a boschi composti da latifoglie e castagni rappresentano un enorme polmone verde. Nel comune di Cantagallo, troviamo anche la riserva naturale di Acquerino di recente istituzione. La zona è sede di castagni da frutto, che ha rappresentato una risorsa alimentare accessibile per gli abitanti della valle, la parte più a valle della riserva rappresenta il confine climatico ultimo adatto alla coltivazione dell'olivo.
La fauna, nelle zone meno plasmate dal lavoro dell'uomo, è riccamente variegata e costituita da: caprioli, cervi, cinghiali, lupi, faine, volpi, lo scoiattolo, l'istrice, le cinciallegre, fringuelli, codibugnoli, luì, il picchio muratore, il cuculo, il merlo acquaiolo, la poiana, l'astor, biacco, vipera, orbettino. Nei corsi d'acqua vivono e proliferano: gamberi d'acqua dolce, trote, ghiozzi comuni, barbi.

## Turismo
- Nel 1999 il comune di Cantagallo ha acquistato dalla famiglia Edlmann la rocca di Cerbaia, avviandone una serie di iniziative volte al recupero dell'imponente maniero, altrimenti destinato al totale degrado. Il progetto non vede solo l'idea di un recupero architettonico, volto a preservare ciò che rimane, ma anche l'istituzione di un parco di archeologia medievale, con un percorso guidato, entro precisi sentieri.
- Rievocazione storica della Festa della Polenta, che per quattro giorni rievoca la grande generosità dei conti Bardi, verso la popolazione della valle dopo che quest'ultima nel 1512 era stata depredata dai soldati spagnoli. Si svolge a Vernio tra febbraio e marzo, quattro giorni di iniziative culturali, degustazione e vendita di prodotti tipici enogastronomici della valle.
- "Re Tartufo" mercatino tipico, con animazioni e promozione del tartufo dei monti della Calvana. Si svolge a Vaiano a dicembre.